# Fiat Cinquecento Elettra
La Fiat Cinquecento Elettra est une version électrique de la Fiat Cinquecento, présentée en 1992, à peine un an après la gamme essence. Elle a été commercialisée à l'occasion du Salon de l'Automobile de Genève en mars 1992 et restera au catalogue du constructeur italien jusqu'en 1998 après quelques milliers d'exemplaires vendus, essentiellement à des administrations.

## La Fiat Cinquecento
La Fiat Cinquecento est une automobile de la catégorie des mini citadines, du constructeur italien Fiat, lancée en 1991 et qui sera fabriquée pendant 7 ans, jusqu'en 1998 à 1.164.525 exemplaires. Elle sera remplacée par la Fiat Seicento qui n'est qu'une évolution de la Cinquecento. 
La notoriété des modèles Cinquecento et Seicento est due à la robustesse de l'ensemble, au faible prix d'achat ainsi qu'au très faible coût d'entretien. Ces voitures ont largement participé, après la Fiat 126P à la motorisation de la Pologne. Elles ont également été très appréciées dans les grandes villes d'Europe.

## La Fiat Cinquecento Elettra
Lancée lors du Salon de l'Automobile de Genève en mars 1992, en même temps que la seconde série de la Panda Elettra, la Panda Eletra 2, cette 3ème mini voiture électrique du constructeur italien hérite des connaissances acquises sur les précédents modèles, la Lancia Y10 dont un exemplaire d'une petite série équipée pour les courses avait remporté la 2ème édition du Grand Prix "4E" 1989 organisé par la revue italienne "Quattroruote" et la Panda Elettra.
Cette version électrique est le résultat de la transformation du modèle de base essence en électrique avec les adaptations nécessaires. Uniquement disponible en 2 places, les 12 batteries au plomb-gel ou nickel-cadmium assurent une capacité de 200 Ah, placées à plat dans le coffre, ce qui en limite un peu le volume utile. Le chargeur intégré, placé à côté du moteur sous le capot avant assure la recharge en seulement 8 heures et s'opère à partir d'une simple prise électrique domestique de 220 volts 16 A. Son autonomie atteint les 200 km à la vitesse de 85 km/h maxi.

### Caractéristiques techniques
- motore électrique d'une puissance nominale de 13,7 kW, courant continu 72 V,
- vitesse maxi : 85 km/h,
- autonomie : 200 km avec les batteries nickel-cadmium,
- 12 modules de batteries de 6 V, capacité totale : 200 Ah, recharge complète en 8 heures,
- traction avant.

### Diffusion et utilisation
La Fiat Cinquecento Elettra, comme la Panda Elettra a été conçue pour un usage essentiellement urbain. À l'époque, aucun constructeur automobile ne proposait un modèle équivalent sur le marché. Comme avec la Panda Elettra, la voiture a surpris nombre de journalistes spécialisés lors des tests essais organisés par le constructeur par sa douceur et son silence de fonctionnement.